# HD 72184
HD 72184，又名BD+38 1920，SAO 60890、HR 3360，是一颗恒星，视星等为5.9，位于銀經183.95，銀緯35.54，其B1900.0坐标为赤經8h 26m 25s，赤緯+38° 35.54′ 34″。